# 支払い停止の抗弁権
支払い停止の抗弁権（しはらいていしのこうべんけん）とは、販売業者との間に問題が生じている場合に、クレジット会社（信販会社）に対して、その生じている問題を抗弁事由として、クレジット会社からの支払いを拒否する権利である（割賦販売法30条の4、30条の5、30条の6）。抗弁の対抗とも呼ばれる。
ノンバンクとのローン提携販売（いわゆる「ショッピングクレジット」）と包括信用購入あっせん（いわゆる「クレジットカード」）に適用される。金融機関のローン（銀行のマイカーローンなど）やローンカードは対象外になることが多い、

## 支払い停止の抗弁権の要件
- 販売業者に対して抗弁事由（商品が届かない、商品が破損している、商品に欠陥があるなど）があること。
- 総支払額が4万円以上（リボルビング方式は38,000円）であること（割賦販売法施行令 第18条、第21条）。
- 支払い方法が以下の条件であること
  - ローン提携販売は、2か月以上の期間にわたっての3回以上の分割（割賦販売法 第2条第2項1号）
  - 包括信用購入あつせんは、2か月以上の期間にわたる支払い（割賦販売法 第2条第3項1号）
- 売買契約が、割賦販売法 第35条の3の60に該当しないこと

なお上記は法律に基づく要件であり、上記要件を満たさなくてもクレジットカード会社の裁量により、抗弁権の行使を認める場合もある。特にクレジットカードにショッピング保険が付与されている場合はそちらの要件で行使できる場合がある。過去にはてるみくらぶなどで抗弁権が行使できない要件でも多くのクレジットカード会社が行使を認めた事例もあり、ココ山岡事件の事例のように、法的義務のない既払い金の返金まで行われた事例もあった。

## 対抗事項
対抗事項は購入者保護の観点よりできる限り広く解すべきとの政令があり、具体例として以下を挙げるが、当然のことながらこれらの事由に限定されるものではない。日本クレジット協会によると、以下のような場合において支払停止の抗弁権が利用できるとされている。
ただし、売買契約の支払総額が4万円（リボルビング方式は38,000円）に満たない場合には、購入者は割賦販売法30条の4により対抗できない。割賦販売法が適用されない場合、もしくは同法に抗弁権が制定される以前(昭和59年12月1日以前)の契約については、信義則上相当とする特段の事情がない限り、あっせん業者の履行請求を拒むことはできない。

## 対抗手続き
購入者はあっせん業者に対抗する際は、該当代金の支払停止をあっせん業者に申し出る。その際は予め販売業者と交渉を行うよう努力すべきとされている。
あっせん業者は対抗の申し出を受けた際は、直ちに販売者への連絡・購入者へ申請書類の郵送・支払請求停止処置など、所要の手続きをとらなければならない。あっせん業者は対抗申請書類に基づいて必要な調査を行わなければならず、販売業者・加盟店・決済代行業者・購入者は調査に協力しなければならない。調査の結果、対抗理由が存在した場合は請求停止しなければならない。請求については停止義務があるが、既に口座振替などで支払済の代金については返金義務はない。逆に対抗事由となっている紛争が解決した場合は、購入者は請求停止された代金を支払わなければならない。請求が取り消された（＝代金が支払い完了になっていない）商品の所有権はあっせん業者にあるので、求めに応じ商品を引き渡す義務がある。また、あっせん業者は十分な調査を行うことなく、請求を継続したり、個人信用情報機関への事故情報登録を行ってはならない。

## 参照法令
- 割賦販売法 - e-Gov法令検索
- 割賦販売法施行令 - e-Gov法令検索